# Engrenage (collection)
Pour les articles homonymes, voir Engrenage (homonymie).
Engrenage est une collection de littérature policière fondée en 1979 par Alex Varoux aux éditions Jean Goujon.

## Historique
Cette collection est créée en pleine tendance néo-polar. La publicité de lancement l'affirme clairement « La violence a changé. Le polar aussi. Laissez tomber les vieux polars… Engrenage, des bouquins en prise directe sur aujourd'hui. Engrenage, l'autre face du temps présent ».
En 1981, la collection est rachetée par le Fleuve noir. Caroline Camara rejoint Alex Varoux à sa direction. La numérotation continue à partir du numéro 33 mais la maquette est modifiée. En 1982, François Guérif s'associe à l'équipe directoriale pour fonder Engrenage international. La numérotation entre Engrenage et Engrenage international n'est pas distincte, seule la mention « international » marque la différence pour les vingt-rois romans concernés. Il s'agit d’une seule collection.
En 1986, après la publication de cent trente-trois romans, la collection s’arrête.

## Titres de la collection
| No  | Auteur                                 | Titre                                   | Titre original                   | Année de parution dans la collection | E. inter. pour Engrenage international |
| --- | -------------------------------------- | --------------------------------------- | -------------------------------- | ------------------------------------ | -------------------------------------- |
| 1   | Jaouen, Hervé                          | La Mariée rouge                         |                                  | 1979                                 |                                        |
| 2   | Dubrieu, Alain                         | Rapt                                    |                                  | 1979                                 |                                        |
| 3   | Varoux, Alex                           | Pas ce soir chérie                      |                                  | 1979                                 |                                        |
| 4   | Lacroix, Hugo                          | Zizanie dans le métro                   |                                  | 1979                                 |                                        |
| 5   | Meunier et Vauban                      | Les Pieds dans l'eau                    |                                  | 1979                                 |                                        |
| 6   | Dana, J.-L.                            | En attendant le matin du grand soir     |                                  | 1979                                 |                                        |
| 7   | Vautrin, Jean                          | Typhon-Gazoline                         |                                  | 1979                                 |                                        |
| 8   | Varela, José                           | Spécial purée                           |                                  | 1979                                 |                                        |
| 9   | Bastid, Jean-Pierre et Martens, Michel | Bille de clown                          |                                  | 1979                                 |                                        |
| 10  | Jaouen, Hervé                          | La Chasse au merle                      |                                  | 1979                                 |                                        |
| 11  | Imbar, Jean-Gérard                     | Cocu and Co                             |                                  | 1980                                 |                                        |
| 12  | Siniac, Pierre                         | Luj Inferman' dans la jungle des villes |                                  | 1980                                 |                                        |
| 13  | Nauze, Denis                           | Comme les deux doigts de la main        |                                  | 1980                                 |                                        |
| 14  | Camara, Caroline                       | Le Désosseur                            |                                  | 1980                                 |                                        |
| 15  | Hischmann, Patrice                     | La Mer à boire                          |                                  | 1980                                 |                                        |
| 16  | Aris, Louis                            | Chomeur's blues                         |                                  | 1980                                 |                                        |
| 17  | Lebrun, Michel                         | La Monnaie de la pièce                  |                                  | 1980                                 |                                        |
| 18  | Varoux, Alex                           | Le Dernier Vieux fou                    |                                  | 1980                                 |                                        |
| 19  | Vialle, Frank                          | Bobo                                    |                                  | 1980                                 |                                        |
| 20  | Siniac, Pierre                         | L’Épinglage                             |                                  | 1980                                 |                                        |
| 21  | Boyadjian, Charly                      | Le Petit Chaperon rose                  |                                  | 1980                                 |                                        |
| 22  | Arbona, Cécile                         | Frappez sans entrer                     |                                  | 1980                                 |                                        |
| 23  | Jaouen, Hervé                          | La Petite Fille et le Pêcheur           |                                  | 1980                                 |                                        |
| 24  | Bastid, Jean-Pierre et Martens, Michel | Rouquin chagrin                         |                                  | 1980                                 |                                        |
| 25  | Fauque, Jean-Charles                   | Priez porno                             |                                  | 1980                                 |                                        |
| 26  | Siniac, Pierre                         | Aime le maudit                          |                                  | 1980                                 |                                        |
| 27  | Errer, Emmanuel                        | Diagnostic réservé                      |                                  | 1980                                 |                                        |
| 28  | Daunal-Guzzo                           | C'est comme ça que je suis mort         |                                  | 1981                                 |                                        |
| 29  | Lebrun, Michel                         | L'O.P.A. de 4 sous                      |                                  | 1981                                 |                                        |
| 30  | Brunetti, Maurice                      | Le Rat des champs                       |                                  | 1981                                 |                                        |
| 31  | Saada, Sylvain                         | La Fuite en avant                       |                                  | 1981                                 |                                        |
| 32  | Guth, Peter                            | Fleuris-les-épines                      |                                  | 1981                                 |                                        |
| 33  | Siniac, Pierre                         | Un assassin, ça va, ça vient            |                                  | 1981                                 |                                        |
| 34  | Jaouen, Hervé                          | Quai de la Fosse                        |                                  | 1981                                 |                                        |
| 35  | Pelot, Pierre                          | L'Été en pente douce                    |                                  | 1981                                 |                                        |
| 36  | Derenne, Jean-Louis                    | Un jour de trop                         |                                  | 1981                                 |                                        |
| 37  | Bastid, Jean-Pierre et Martens, Michel | Une maison en enfer                     |                                  | 1981                                 |                                        |
| 38  | Nauze, Denis                           | Eh bien, dansez maintenant !            |                                  | 1981                                 |                                        |
| 39  | Varoux, Alex                           | Tête à claques                          |                                  | 1981                                 |                                        |
| 40  | Pagan, Hugues                          | La Mort dans une voiture solitaire      |                                  | 1982                                 |                                        |
| 41  | Lous, Alexandre                        | La Nuit du pigeon                       |                                  | 1982                                 |                                        |
| 42  | Forgeas, Jacques                       | Caméra-carnage                          |                                  | 1982                                 |                                        |
| 43  | Folly, Jeanne et Job, Pierre           | Le P'tit Jésus                          |                                  | 1982                                 |                                        |
| 44  | Beaumont-Delocque                      | Travail au noir                         |                                  | 1982                                 |                                        |
| 45  | Dupont, François                       | Just a psycholo                         |                                  | 1982                                 |                                        |
| 46  | Tanugi, Gilbert                        | Saxo-faune                              |                                  | 1982                                 |                                        |
| 47  | Brac, Virginie                         | Sourire kabyle                          |                                  | 1982                                 |                                        |
| 48  | Pelot, Pierre                          | Pauvres Zhéros                          |                                  | 1982                                 |                                        |
| 49  | Siniac, Pierre                         | Bazar bizarre                           |                                  | 1982                                 |                                        |
| 50  | Moreau, Roger                          | La Cavale                               |                                  | 1982                                 |                                        |
| 51  | Monsour, Jean                          | La Forte Tête                           |                                  | 1982                                 |                                        |
| 52  | Morel, F. et Pruniaux, R.              | La Longue Mémoire                       |                                  | 1982                                 |                                        |
| 53  | Bloch, Robert                          | Psychose 2                              | Psycho 2                         | 1982                                 | E. inter.                              |
| 54  | Lebrun, Michel                         | Loubard et Pécuchet                     |                                  | 1982                                 |                                        |
| 55  | Chomarat, Luc                          | La Folle du roi                         |                                  | 1982                                 |                                        |
| 56  | Demure, Jean-Paul                      | Razzia sur la paroisse                  |                                  | 1982                                 |                                        |
| 57  | Thomas, Louis C.                       | Des briques en vrac                     |                                  | 1983                                 |                                        |
| 58  | Pagan, Hugues                          | L'Eau du bocal                          |                                  | 1983                                 |                                        |
| 59  | Vance, Jack                            | Lily Street                             | The House on Lily Street         | 1983                                 | E. inter                               |
| 60  | Boyadjian, Charly                      | Entre les deux... la mort               |                                  | 1983                                 |                                        |
| 61  | Jaouen, Hervé                          | Marée basse                             |                                  | 1983                                 |                                        |
| 62  | Guth, Peter                            | À tueur, tueur et demi                  |                                  | 1983                                 |                                        |
| 63  | Otmezguine, Jacques                    | Prunelle Blues                          |                                  | 1983                                 |                                        |
| 64  | Block, Robert                          | L'Éventreur                             | The Will to Kill                 | 1983                                 | E. inter                               |
| 65  | Siniac, Pierre                         | La Tenue léopard                        |                                  | 1983                                 |                                        |
| 66  | Brac, Virginie                         | Mort d'un fauve                         |                                  | 1983                                 |                                        |
| 67  | Pagan, Hugues                          | Je suis un soir d'été                   |                                  | 1983                                 |                                        |
| 68  | Lemaire, Frédérique                    | Sang dessus dessous                     |                                  | 1983                                 |                                        |
| 69  | Greenan, Russell H.                    | Un cœur en or massif                    | Heart of Gold                    | 1983                                 | E. inter                               |
| 70  | Demure, Jean-Paul                      | L'Embrouille                            |                                  | 1983                                 |                                        |
| 71  | Saada, Sylvain et Fabre, P.            | Face B                                  |                                  | 1983                                 |                                        |
| 72  | Thompson, Jim                          | Nuit de fureur                          | Savage Night                     | 1983                                 | E. inter                               |
| 73  | Tanugi, Gilbert                        | Mi-crime, mi-raison                     |                                  | 1983                                 |                                        |
| 74  | Jaouen, Hervé                          | Toilette des morts                      |                                  | 1983                                 |                                        |
| 75  | Wetering, Janwillem van de             | Le Massacre du Maine                    | The Maine Massacre               | 1983                                 | E. inter                               |
| 76  | Siniac, Pierre                         | Charenton non-stop                      |                                  | 1983                                 |                                        |
| 77  | Pelot, Pierre                          | Le Cri du prisonnier                    |                                  | 1983                                 |                                        |
| 78  | Monsour, Jean                          | Chacun pour soi, la mort pour tous      |                                  | 1983                                 |                                        |
| 79  | Morgiève, Richard                      | Gare indienne de la paix                |                                  | 1983                                 |                                        |
| 80  | Pronzini, Bill et Malzberg, Barry N.   | La nuit hurle                           | Nightscreams                     | 1983                                 | E. inter                               |
| 81  | Errer, Emmanuel                        | Le Syndrome du P. 38                    |                                  | 1983                                 |                                        |
| 82  | Corgiat, Sylviane et Lecigne, Bruno    | Une souris verte                        |                                  | 1983                                 |                                        |
| 83  | McIlvanney, William                    | Laidlaw                                 | Laidlaw                          | 1983                                 | E. Inter                               |
| 84  | Tanugi, Gilbert                        | Auto-Psy                                |                                  | 1983                                 |                                        |
| 85  | Hanska, Evane                          | L'Imparfait du subjectif                |                                  | 1983                                 |                                        |
| 86  | Wetering, Janwillem van de             | Le Babouin blond                        | The Blond Baboon                 | 1983                                 | E. inter                               |
| 87  | Dagory                                 | Raid maure                              |                                  | 1983                                 |                                        |
| 88  | Jeury, Michel                          | Les Louves debout                       |                                  | 1983                                 |                                        |
| 89  | Bloch, Robert                          | Autopsie d'un kidnapping                | The Kidnapper                    | 1983                                 | E. inter                               |
| 90  | Pagan, Hugues                          | Vaines Recherches                       |                                  | 1983                                 |                                        |
| 91  | Corgiat, Sylviane                      | Le Trompe-la-mort                       |                                  | 1984                                 |                                        |
| 92  | Davis, Mildred                         | Mort de quelqu'un                       | Tell Them What's-Her-Name Called | 1984                                 | E. inter                               |
| 93  | Ecken, Claude                          | L'Abbé X                                |                                  | 1984                                 |                                        |
| 94  | Monsour, Jean                          | Les Joyaux de la Couronne               |                                  | 1984                                 |                                        |
| 95  | Wetering, Janwillem van de             | L'Autre Fils de Dieu                    | The Mind-Murders                 | 1984                                 | E. inter                               |
| 96  | Tanugi, Gilbert                        | Charlotte et Julia                      |                                  | 1984                                 |                                        |
| 97  | Oster, Christian                       | La Pause du tueur                       |                                  | 1984                                 |                                        |
| 98  | Mcdonald, Gregory                      | La Fortune de Fletch                    | Fletch's Fortune                 | 1984                                 | E. inter                               |
| 99  | Guth, Peter                            | La Moitié du tiers                      |                                  | 1984                                 |                                        |
| 100 | Bataille, Thierry                      | Tueur sur tempo rock                    |                                  | 1984                                 |                                        |
| 101 | Thompson, Jim                          | Les Alcooliques                         | The Alcoholics                   | 1984                                 | E. inter                               |
| 102 | Benita, Paul                           | Mauvaises Langues                       |                                  | 1984                                 |                                        |
| 103 | Bruno, François                        | Un chat dans la niche                   |                                  | 1984                                 |                                        |
| 104 | Wetering, Janwillem van de             | Un vautour dans la ville                | The Streetbird                   | 1984                                 | E. inter                               |
| 105 | Siniac, Pierre                         | Ras le casque                           |                                  | 1984                                 |                                        |
| 106 | Mazarin, Jean                          | Creuse, ma taupe                        |                                  | 1984                                 |                                        |
| 107 | McIlvanney, William                    | Les Papiers de Tony Veitch              | The Papers of Tony Veitch        | 1984                                 | E. inter                               |
| 108 | Pagan, Hugues                          | Boulevard des allongés                  |                                  | 1984                                 |                                        |
| 109 | Meyer, Nicholas                        | L'Horreur du West End                   | The West End Horror              | 1985                                 | E. inter                               |
| 110 | Pons, Michèle                          | Les Moiteurs du bitume                  |                                  | 1985                                 |                                        |
| 111 | Oster, Christian                       | Noctambule                              |                                  | 1985                                 |                                        |
| 112 | Hogate, Lucie                          | Autopsie d'un mariage blanc             |                                  | 1985                                 |                                        |
| 113 | Lebrun, Michel                         | L'envoûteur est dans l'escalier         |                                  | 1985                                 |                                        |
| 114 | Thompson, Jim                          | La mort viendra, petite                 | After Dark, My Sweet             | 1985                                 | E. inter                               |
| 115 | Siniac, Pierre                         | Carton blême                            |                                  | 1985                                 |                                        |
| 116 | Monsour, Jean                          | Une nouvelle peau                       |                                  | 1985                                 |                                        |
| 117 | Wetering, Janwillem van de             | Mort d'un colporteur                    | Death of a Hawker                | 1985                                 | E. inter                               |
| 118 | Veillot, Claude                        | Le Pique-bourrique                      |                                  | 1985                                 |                                        |
| 119 | Agret, Roland                          | Pendaresse, ou sur un air d'opéra…      |                                  | 1985                                 |                                        |
| 120 | Vialle, Frank                          | Les Chiens de l'aube                    |                                  | 1985                                 |                                        |
| 121 | Vance, Jack                            | Professeur poltron                      | The View from Chickweed's Window | 1985                                 | E. inter                               |
| 122 | Tanugi, Gilbert                        | Gay... gay... tuons-nous !              |                                  | 1985                                 |                                        |
| 123 | Bataille, Thierry                      | Je vous salis ma rue                    |                                  | 1985                                 |                                        |
| 124 | Frank                                  | Peaux d'anges                           |                                  | 1985                                 |                                        |
| 125 | Mcdonald, Gregory                      | Fletch et la Veuve Bradley              | Fletch and the Widow Bradley     | 1985                                 | E. inter                               |
| 126 | Siniac, Pierre                         | L'Affreux Joujou                        |                                  | 1985                                 |                                        |
| 127 | Oster, Christian                       | Le Fou sur la colline                   |                                  | 1985                                 |                                        |
| 128 | Lecigne, Bruno et Corgiat, Sylviane    | Dépression venue de l'Atlantique        |                                  | 1985                                 |                                        |
| 129 | Pronzini, Bill                         | Mercredi des cendres                    | Masques                          | 1985                                 | E. inter                               |
| 130 | Colonel Durruti                        | Le Soviet                               |                                  | 1985                                 |                                        |
| 131 | Bataille, Thierry                      | Rien ne va plus                         |                                  | 1985                                 |                                        |
| 132 | Mosconi, Patrick                       | Sanguine comédie                        |                                  | 1985                                 |                                        |
| 133 | Sladek, John T.                        | L'Aura maléfique                        | Black Aura                       | 1985                                 | E. inter                               |

## Sources
- Claude Mesplède (dir.), Dictionnaire des littératures policières, vol. 1 : A - I, Nantes, Joseph K, coll. « Temps noir », 2007, 1054 p. (ISBN 978-2-910-68644-4, OCLC 315873251).
- François Guérif Du polar : entretiens avec Philippe Blanchet, Manuels Payot, Payot & Rivages, 2013  (ISBN 978-2-228-90882-5)